# Alej Svobody
Alej Svobody je 3,3 km dlouhé dvouřadé stromořadí památných stromů, které roste nad jižním úpatím Slavkovského lesa mezi severním okrajem Mariánských Lázní a lesovnou u zaniklého Lískovce u Valů v okrese Cheb v Karlovarském kraji. V době vyhlášení ji tvořilo 395 dubů (Quercus), 4 buků lesních (Fagus sylvatica), 3 javorů klenů (Acer pseudoplatanus) a 1 jeřábu břeku (Sorbus torminalis). V roce 2015 byl počet stromů 300.
Své jméno má po hajném Svobodovi. Přestože alej tvoří převážně duby, nejmohutnějším stromem je však 39,5 m vysoký Novákův buk s obvodem kmene 501 cm. Tento buk se nachází na začátku aleje u Mariánských Lázní. Bezprostřední okolí aleje zarůstá smrky a tak alej ztrácí svůj krajinářský charakter.
Stromy jsou chráněny od roku 1986 jako esteticky zajímavé a historicky důležité stromy s významným vzrůstem.

## Stromy v okolí
- Jilm u Hvězdy (zaniklý)
- Valský jasan
- Král smrků
- Buky u kostela Nanebevzetí Panny Marie
- Javor u Ferdinandova pramene
- Dub u zámeckého statku
- Lípa za kynžvartským kostelem